# 瓦斯坦鸟属
瓦斯坦鸟属是发现于印度西部的已滅絕鸟类，親緣關係與鸚鵡相近，生存于始新世早期，其下仅有一個物種，即模式種肯帕德瓦斯坦鸟（学名：Vastanavis cambayensis）。